# Inglesina (vetro)

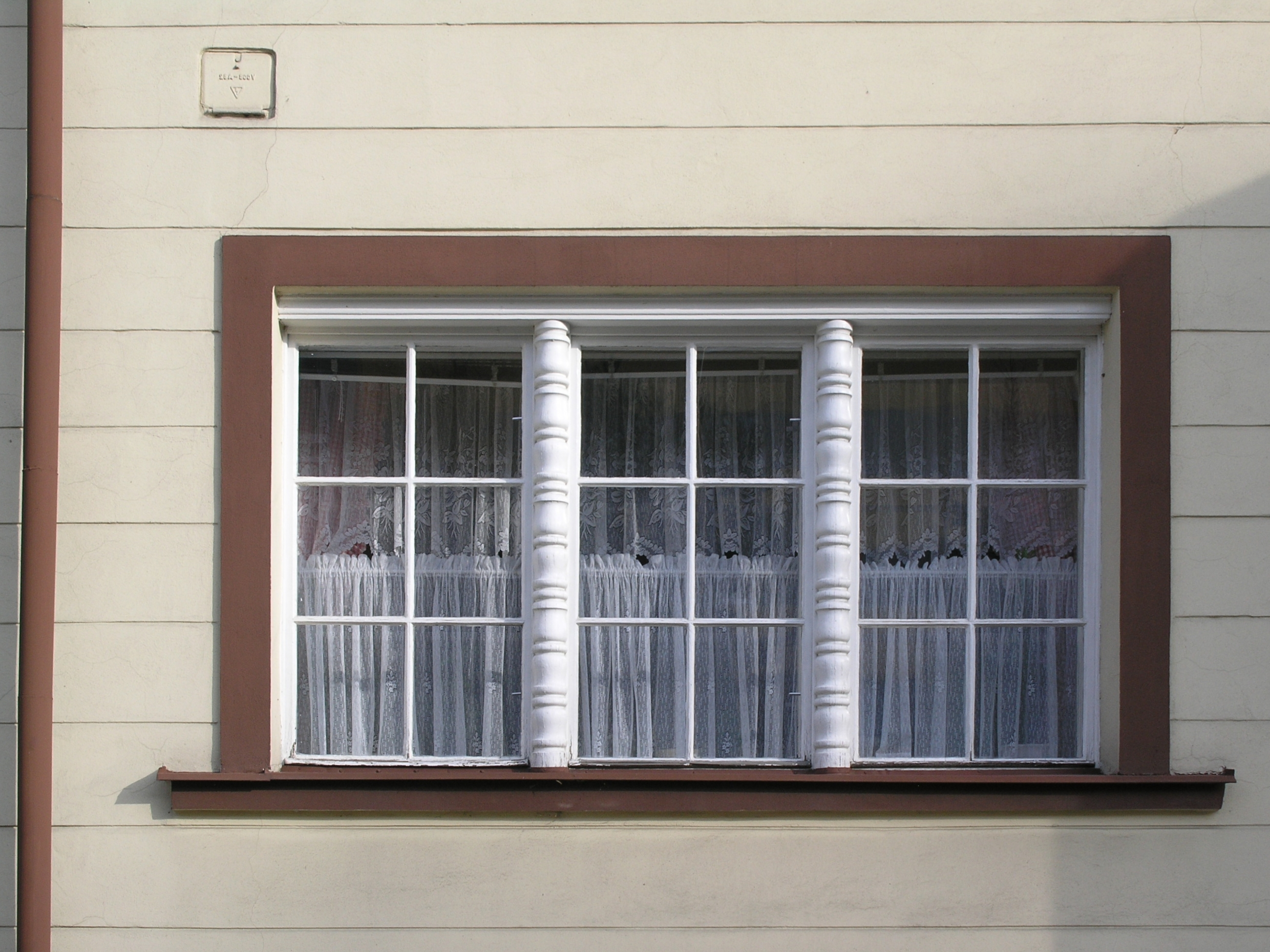
Trifora nella Repubblica Ceca, realizzata con inglesine che suddividono ogni vetro in sei riquadri

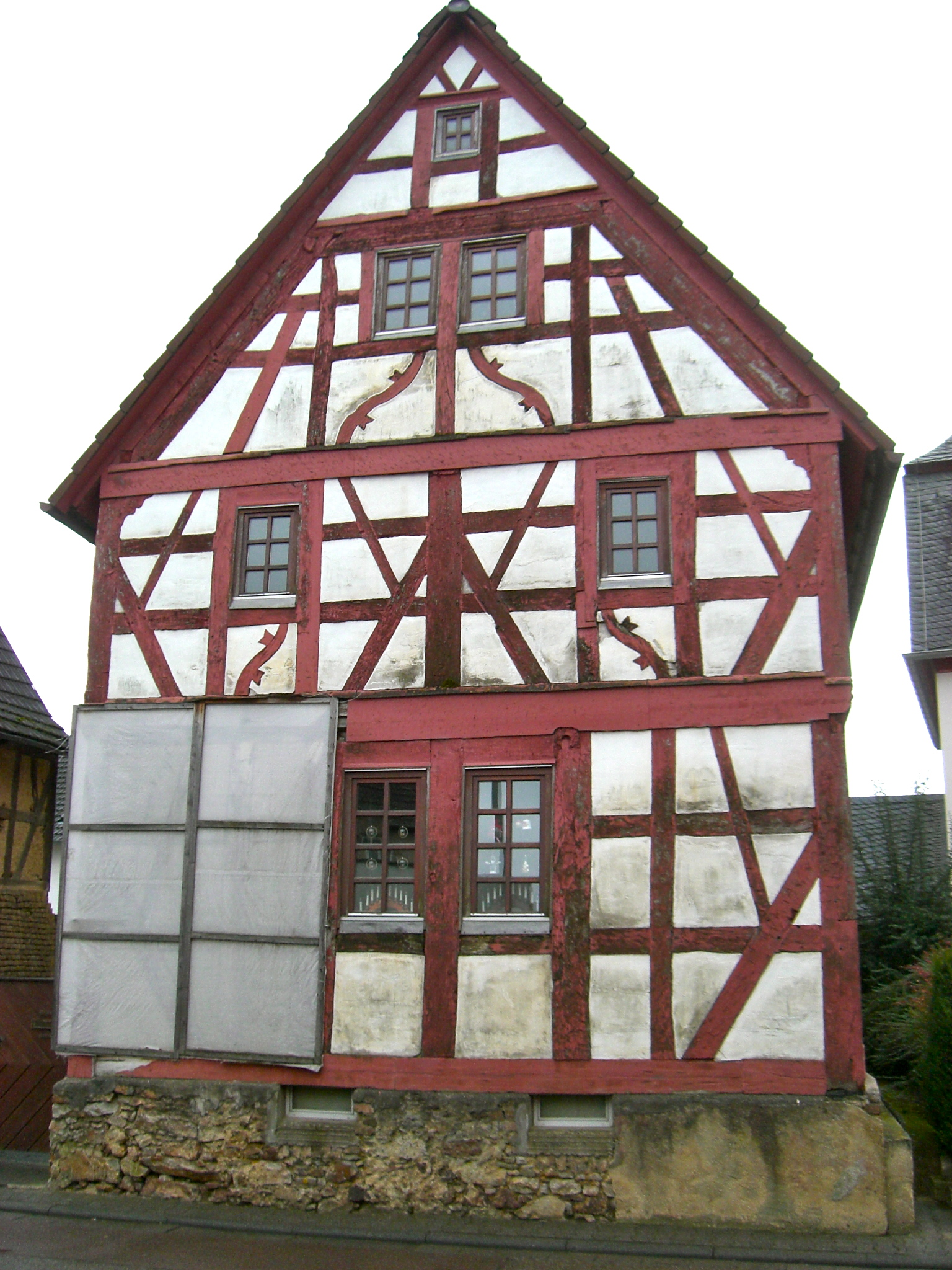
Finestre con inglesina in una tradizionale casa con intelaiatura a traliccio tedesca

L'inglesina è una griglia che viene inserita in un serramento a fini estetici. Suddivide il vetro in riquadri di dimensioni variabili a seconda della richiesta, di solito aventi l'altezza maggiore della larghezza. È particolarmente diffusa nel Nord Europa e nel Nord America, specialmente nelle finestre a saliscendi.

## Inglesina costruita sul serramento con frazionamento del vetro
L'inglesina tradizionale viene realizzata con l'inserimento di traversi e montanti nel telaio fisso o apribile su cui va montato il vetro. In tal caso, la griglia che si crea richiede l'inserimento di diversi piccoli vetri. Tale soluzione è molto valida da un punto di vista estetico, ma richiede un tempo di lavorazione molto più lungo, l'impiego di più profilati ed un maggior costo del vetro. Di solito, in Italia, il minimo di fatturazione è di 0,5 m² per ogni vetro camera. Ordinando ad esempio 12 vetri camera da cm 20 x 30 (0,06 m² ciascuno), si acquistano 0,72 m² effettivi ma si devono pagare 6 m² (12 vetri x il minimo di fatturazione di 0,50 m²).

## Inglesina adesiva
Un sistema più economico prevede l'incollaggio di una griglia su un vetro unico, dopo che il serramento è stato assemblato. In questo caso, la griglia viene applicata sia sul lato interno che sul lato esterno.

## Inglesina all'interno del vetro camera
Un altro sistema economico è quello di inserire una griglia, solitamente in alluminio verniciato, all'interno del vetro camera. L'inserimento viene realizzato dal vetraio, che adotta gli accorgimenti necessari per mantenere inalterate le proprietà isolanti del vetro camera.